# Christian Jacquin de Margerie
Pour les autres membres de la famille, voir Famille Jacquin de Margerie.
Christian Jacquin de Margerie, né le 14 mai 1911 à Versailles - mort le 19 novembre 1990 , est un diplomate français. 

## Carrière
Né dans une famille d'ancienne bourgeoisie qui a donné au XXe siècle des diplomates à la France, Christian de Margerie est diplomate en poste à Madrid, Washington, Rome, Berlin, puis ambassadeur en Argentine de 1963 à 1968, aux Pays-Bas de 1968 à 1972 et en Grèce de 1973 à 1975.
Marié à Marie-Thérèse Lefebvre de Laboulaye (1915-2007), il est le père du peintre Antoine de Margerie (1941-2005)

## Décorations
- Officier de la Légion d'honneur
- Commandeur de l'ordre national du Mérite
- Croix de commandeur de l'ordre du Mérite